# Erich von Tschermak-Seysenegg
Erich von Tschermak-Seysenegg ( [ˈeːɐ̯ʀɪç fɔn ˈʧɛʁmak ˈzaɪ̯zəˌnɛk] (ajuda·info); Viena, 15 de novembro de 1871 — 11 de outubro de 1962) foi um botânico austríaco, a quem se costuma atribuir a redescoberta dos trabalhos de Gregor Mendel, juntamente com Hugo de Vries e Carl Correns. Tschermak interrompeu seus estudos em Viena para trabalhar no Rotvorwerk Farm perto de Freiberg, Saxony. Ele completou a sua formação na Universidade de Halle, recebendo seu doutorado em 1896. Depois de trabalhar alguns anos em vários estabelecimentos de produção de sementes, ele se juntou a equipe da Academia de Agricultura em Viena, em 1901. Lá, ele passou praticamente toda sua carreira docente, atingindo o cargo de professor em 1906. 
NOMEAÇÕES E PREMIOS: 
- Membro da Academia Real Sueca de Agricultura (1912);
- Doutorado honorário da Universidade de Viena (1950);
- Membro da Academia Real Sueca de Fisiografia (1951);
- Anel de Honra da cidade de Viena (1951);
- Premiação Austríaca de Ciência e Arte.